# Elisabeth Southwell
Elisabeth Southwell, född 1584, död 1631, var en engelsk hovfunktionär. Hon var hovdam åt drottning Elisabet I av England och Anna av Danmark. 
Hon var dotter till  Sir Robert Southwell och Elizabeth Howard. Hon gifte sig 1605 med Robert Dudley (vetenskapsman). 
Hon var hovfröken till Elisabet I mellan 1600 och 1603. 
Hon, Helena Snakenborg och Anne Russell, grevinna av Warwick var de enda tre personer som såg drottningens kropp efter hennes död 1603, eftersom det var de som gjorde liket i ordning och vakade vid det till begravningen, sedan monarken hade förbjudit en balsamering.
Hon är känd för den skildring hon skrev om Elisabets död. 
Efter Elisabets död var hon hovfröken hos den nya drottningen mellan 1603 och 1605. Hon rymde med sin kusin till Bryssel 1605 och gifte sig med honom. 